# Haora
Haora este un oraș în India.